# Nelson-Antilopenziesel
Der Nelson-Antilopenziesel oder San-Joaquin-Antilopenziesel (Ammospermophilus nelsoni) ist eine Hörnchenart aus der Gattung der Antilopenziesel (Ammospermophilus). Er kommt endemisch im San Joaquin Valley im südlichen Kalifornien vor. Benannt wurde die Art nach Edward William Nelson.

## Merkmale
Der Nelson-Antilopenziesel erreicht eine Kopf-Rumpf-Länge von etwa 23 bis 27 Zentimetern und eine Schwanzlänge von 6,6 bis 7,8 Zentimetern bei einem Gewicht von etwa 150 Gramm. Die Rückenfärbung ist gelblich bis braun-sandfarben und an beiden Körperseiten zieht sich eine einzelne helle Linie parallel zur Wirbelsäule. Die Bauchseite ist weiß bis cremefarben gefärbt. Der Schwanz ist oberseits sandfarben-grau und unterseits creme-weiß.

## Verbreitung

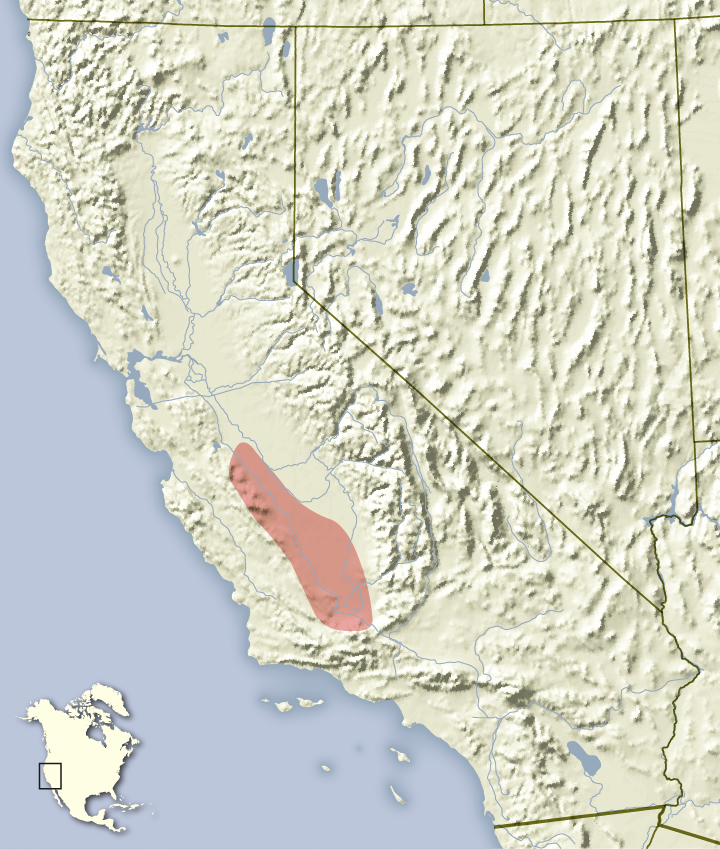
Verbreitungsgebiet des Nelson-Antilopenziesels

Der Nelson-Antilopenziesel kommt endemisch im San Joaquin Valley im Süden Kaliforniens vor. Dabei beschränkt sich das Vorkommen auf den zentralen und westlichen Teil des Valleys und greift in die benachbarten Bereiche des Inneren Küstengebirges in den Bereichen der Cuyama Valley, Panoche Valley, Carrizo Plain und Elkhorn Plain über. Die Höhenverbreitung reicht dabei von 50 bis etwa 1100 Meter in der Temblor Range, wobei die Tiere oberhalb von 800 Meter selten sind. Signifikante Vorkommen beschränken sich auf den Westen des Kern County in den Elk Hills sowie auf den Carrizo und Elkhorn Plains, im nördlichen Teil kommen die Tiere in geringer Dichte in den Panoche und Kettleman Hills vor.

## Lebensweise
Der Nelson-Antilopenziesel lebt in flachen und trockenen Talregionen mit Hängen von weniger als 10 bis 14° Steigung. Die Vegetation besteht aus spärlichem Grasland mit vereinzelten Büschen, der Boden ist lehmig bis sandig und kiesig, der sehr hart und trocken ist.
Die Tiere sind tagaktiv und im gesamten Jahr anzutreffen, Ruhephasen legen sie in Perioden extremer Hitze ein und häufig halten sie sich im Schatten von Pflanzen und Steinen auf, um abzukühlen. Aufgrund ihrer Färbung sind sie sehr gut an die Wüste angepasst und obwohl sie vor allem am Boden leben, sind in der Lage, auf Büsche zu klettern. Sie ernähren sich vor allem von grünen Pflanzenteilen sowie von Pflanzensamen, die sie in ihren Backentaschen sammeln. Je nach Saison stellen Aas und Insekten ebenfalls einen bedeutsamen Anteil der Nahrung dar. Die Tiere leben in flachen und teilweise komplexen Bauen mit mehreren Ausgängen, wobei sie in der Regel verlassene Baue von Kängururatten übernehmen. Die Dichte der Tiere ist in der Regel klein aufgrund der trockenen Habitate, innerhalb der Kolonien kann es jedoch durch die Grabaktivität der Antilopenziesel und anderer Kleinsäuger zu einer deutlichen Bodenverbesserung kommen. Der Aktivitätsradius umfasst geschlechtsunabhängig eine Fläche von etwa 4,4 Hektar. Die Kommunikation erfolgt über kurze und verglichen mit den Rufen anderer Antilopenziesel tiefe Pfiffe, die als Alarmrufe genutzt werden. Ansonsten sind die Tiere sehr leise und geben nur leise Rufe ab. Die Fortbewegung erfolgt über ein Laufen mit über dem Rücken aufgerolltem Schwanz, bei dem die Tiere schnell vorwärts und rückwärts huschen und bei potenziell Gefahr oder Störung durch Laute bewegungslos verharren.
Die Paarungszeit findet im späten Winter und im Frühjahr statt. Die Jungtiere werden im März in den Bauen nach einer Tragzeit von 26 Tagen geboren, wobei ein Wurf aus sechs bis elf, im Durchschnitt 9, Jungtieren besteht. Die Jungtiere verlassen den mütterlichen Bau im April, wenn es durch die Regenfälle des Frühjahrs zu einem vermehrten Pflanzenwachstum kommt. Die Mortalität ist sehr hoch, wobei mehr 80 % der Tiere im ersten Jahr versterben. Die wichtigsten Fressfeinde sind der Silberdachs (Taxidea taxus), Füchse, Kojoten und Greifvögel.

## Systematik
Der Nelson-Antilopenziesel wird als eigenständige Art innerhalb der Gattung der Antilopenziesel (Ammospermophilus) eingeordnet, die aus fünf Arten besteht. Die wissenschaftliche Erstbeschreibung als Spermophilus nelsoni stammt von Clinton Hart Merriam aus dem Jahr 1893 anhand von Individuen aus der Umgebung von Tipton, Tulare County, im San Joaquin Valley in Kalifornien. 1909 wurde die Art durch Marcus Ward Lyon und Wilfred Hudson Osgood in die bereits 1862 von Merriam eingerichtete Gattung Ammospermophilus überstellt. Eine enge Verwandtschaft soll zum Texas-Antilopenziesel (Ammospermophilus interpres) bestehen.
Innerhalb der Art werden neben der Nominatform keine weiteren Unterarten unterschieden.

## Status, Bedrohung und Schutz
Der Nelson-Antilopenziesel wird von der International Union for Conservation of Nature and Natural Resources (IUCN) als bedroht (endangered) eingestuft. Begründet wird dies durch das sehr kleine Verbreitungsgebiet von weniger als 5.000 km2, die starke Fragmentierung des Lebensraums und zunehmende Verschlechterung der Lebensraumbedingungen. Die Hauptbedrohungen für die Arte gehen von einer Umwandlung der Lebensräume in landwirtschaftliche Flächen sowie der Verbreitung von Neophyten mit dichtem Pflanzenwuchs aus. Die Art wird nicht bejagt und gilt nicht als Agrarschädling.
Die Bestandsgröße ist unbekannt, nach Schätzungen von drei bis zehn Tieren pro Hektar und einer Fläche von etwa 41.000 Hektar wird auf eine Mindestgröße der Populationen von 124.000 bis 413.000 geschätzt. Die Art ist häufig im Carrizo Plain National Monument anzutreffen.